# 아틀레티코 우일라

아틀레티코 우일라(Atlético Huila)는 콜롬비아에 위치한 네이바를 연고로 하는 축구팀이다. 이 팀은 1990년에 창단했다.

## 선수 명단

### 현역
- 세바스티안 에르난데스(2011 ~ 2012, 2022 ~ )
- 헤르만 구티에레즈(2023 ~ )